# Ivonne Ortega

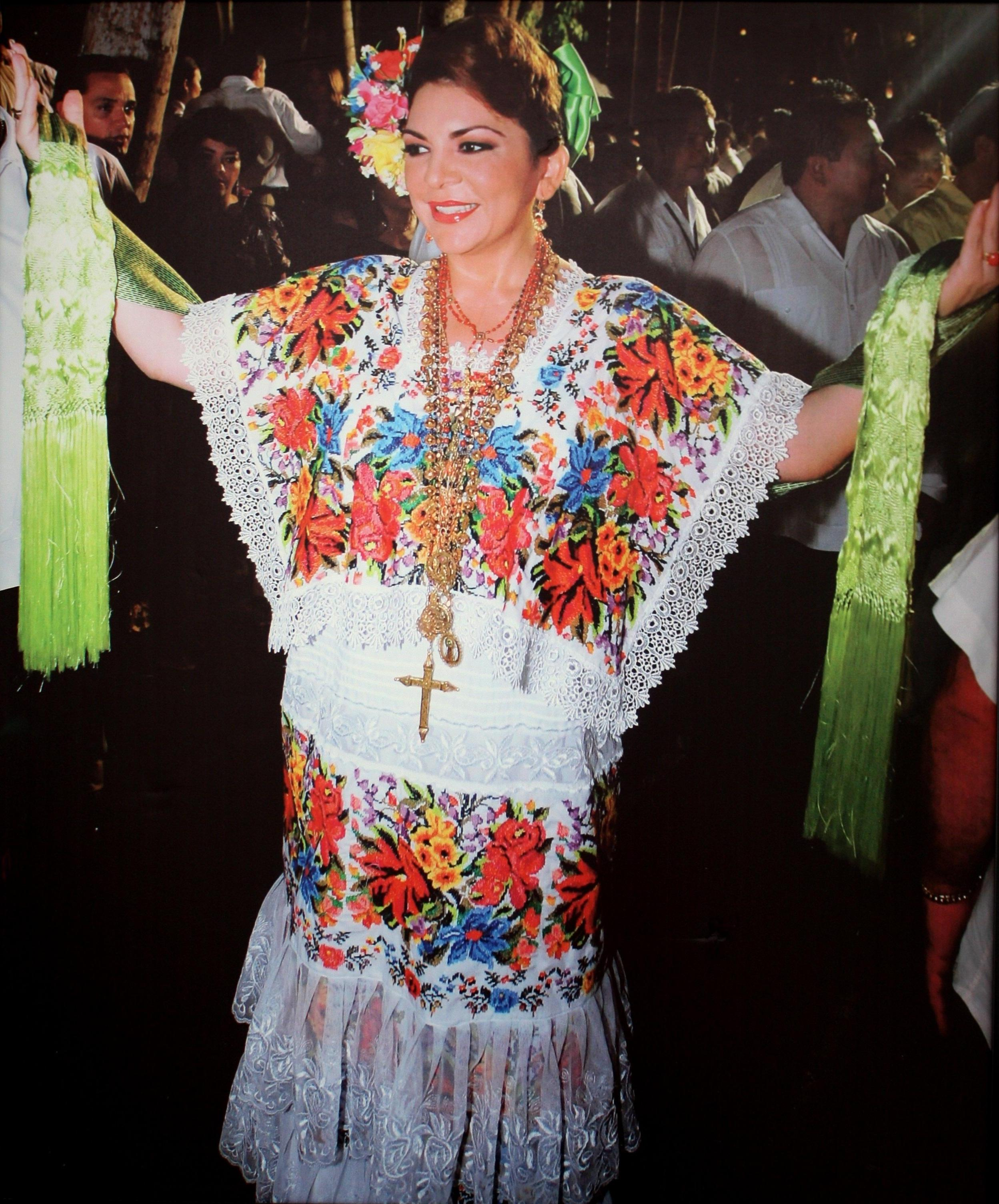
Ivonne Ortega

Ivonne Aracelly Ortega Pacheco (Mérida, 27 november 1972) is een Mexicaans politica van de Partij van de Burgerbeweging en voorheen van de Institutioneel Revolutionaire Partij (PRI). Van 2007 tot 2012 was zij gouverneur van Yucatán voor de PRI. In de LXVI legislatuur van de Kamer van Afgevaardigden (2024-2027) is zij fractiecoordinator.

## Biografie
Ortega stamt uit een politieke familie, haar oom Víctor Cervera Pacheco was gouverneur van Yucatán van 1984 tot 1988 en van 1995 tot 2001. Op haar 25e werd Ortega in 1998  gekozen tot burgemeester van Dzemul en in 2001 tot afgevaardigde in het staatsparlement van Yucatán. In 2003 werd ze gekozen in de Kamer van Afgevaardigden en in 2006 tot senator. Aan het eind van dat jaar trad ze echter af om zich kandidaat te stellen voor het gouverneurschap van Yucatán. Zij won de verkiezingen met bijna de helft van de stemmen, waarbij ze Xavier Abreu van de Nationale Actiepartij (PAN) versloeg. 
Ortega trad op 1 augustus 2007 aan als gouverneur, en was daarmee de tweede vrouwelijke gouverneur die de staat gekend heeft; Dulce María Sauri ging haar voor van 1991 tot 1993.
Na haar periode als gouverneur werd Ortega secretaris-generaal van de PRI (2012-2015) en afgevaardigde (2015-2018). In 2018 maakte ze haar aspiraties bekend om presidentskandidaat te worden namens de PRI. Ze verloor de interne strijd, stapte uit de partij en sloot zich aan bij de Partij van de Burgerbeweging. Ortega werd in 2021 verkozen namens MC in de Kamer van Afgevaardigden en in 2024 werd ze fractievoorzitter.